# Rzepka (wiersz)
Rzepka  – wiersz Juliana Tuwima pierwsze wydanie książkowe miało miejsce w 1938 roku, inspirowany bajką rosyjską.

## Streszczenie
Wiersz opowiada o dziadku, który posadził w ogrodzie rzepkę i nie potrafi jej sam wyrwać. W każdej zwrotce prosi on o pomoc kolejną osobę lub zwierzę, m.in. babcię, wnuczka, psa, kota czy kurę, którzy dołączają jedno po drugim do łańcucha pomocników. Za każdym razem wszystkie biorące udział w wyrywaniu rzepki postacie są wyliczane, począwszy od dziadka, a rozrastająca się lista stanowi główne źródło komizmu wiersza. W końcu rzepka zostaje wyrwana i wszyscy po kolei upadają, co jeszcze raz pozwala na wyliczenie.

## Budowa
Wiersz zbudowany jest z 10 zwrotek, które wydłużają się o jeden wers wraz z każdą przybywającą postacią. W wierszu występuje refren, który powtarza się regularnie: 

Oj, przydałby się ktoś na przyczepkę!
Pocą się, sapią, stękają srogo,
Ciągną i ciągną, wyciągnąć nie mogą!